# Sant Mamet de Corró d'Amunt
L'església de Sant Mamet es troba al poble de Corró d'Amunt (les Franqueses del Vallès). D'origen romànic, ha sofert moltes modificacions. De fet, de l'original només es conserva un mur a migdia amb un fris de dent de serra.

## Història
L'any 1098, en el testament d'una dona anomenada Tuitgarda, que li feu una deixa de dos mancusos per la seva obra, hi ha una única referència a la parròquia de Corró d'Amunt. Tuitgarda feu una deixa semblant a l'església de Marata. Aquesta donació informa que en aquells anys s'estava construint o fent obres importants.
L'església és d'origen romànic, probablement del segle xii, del qual només queda el mur de migdia amb una ornamentació de dents de serra. Ha sofert grans canvis al llarg dels segles xvi i xvii. Les capelles als peus de la nau i les del presbiteri es daten al segle xviii, mentre que les altres són del segle xvi. La planta original tenia un absis orientat -estranyament- a ponent que va ser substituït al segle xviii per un acabament rectangular amb la nova portalada quadrada amb una llinda amb una inscripció.
El portal està datat l'any 1582. Durant la guerra del 1936 va ser bastant destruïda, es varen cremar els retaules dels sants Cosme i Damià, i el de la Mare de Déu del Roser, i a més varen desaparèixer gairebé tots els altars.
Durant els anys 1940, es derruí l'antic cementiri que estava adossat al mur de llevant.

## Arquitectura

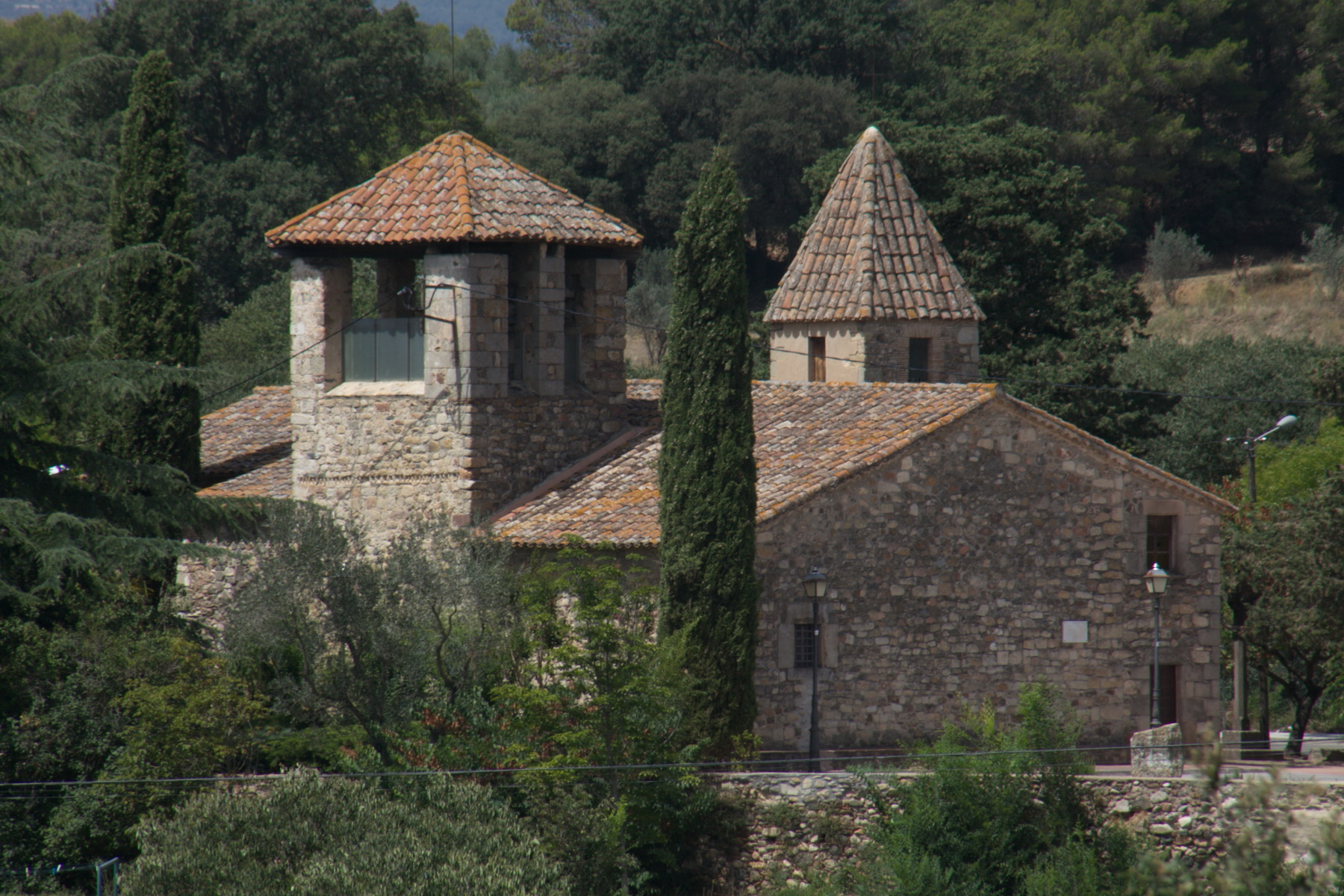
Vista posterior

És una església de nau única. L'absis està orientat cara a l'est i té forma quadrada. La nau està coberta amb volta de mig canó. Les capelles laterals són posteriors a la construcció originària. A la banda dreta se situen dues capelles, la primera sota el campanar, està coberta amb voltes d'arcs i en el centre hi ha una clau amb la representació de la Mare de Déu del Roser del segle xvi amb la imatge esculpida a la clau. A la banda esquerra hi ha dues capelles més, s'obren en arcs de mig punt.
La façana principal té una porta allindanada, al damunt hi ha una fornícula feta amb arc conopial amb la inscripció: "ECCE OMO", i sobre d'ell una finestra d'ull de bou. Està coberta amb dues vessants desiguals. Sobresurten per damunt de la teulada un comunidor i un campanar quadrat amb quatre obertures, ambdós estan coberts amb teulada a quatre vessants.